# HD 152569
HD 152569，又名BD-01 3268，SAO 141427、HR 6277，是一颗恒星，视星等为6.25，位于銀經17.04，銀緯25.01，其B1900.0坐标为赤經16h 48m 59.7s，赤緯-1° 25.01′ 47″。